# Épica medieval

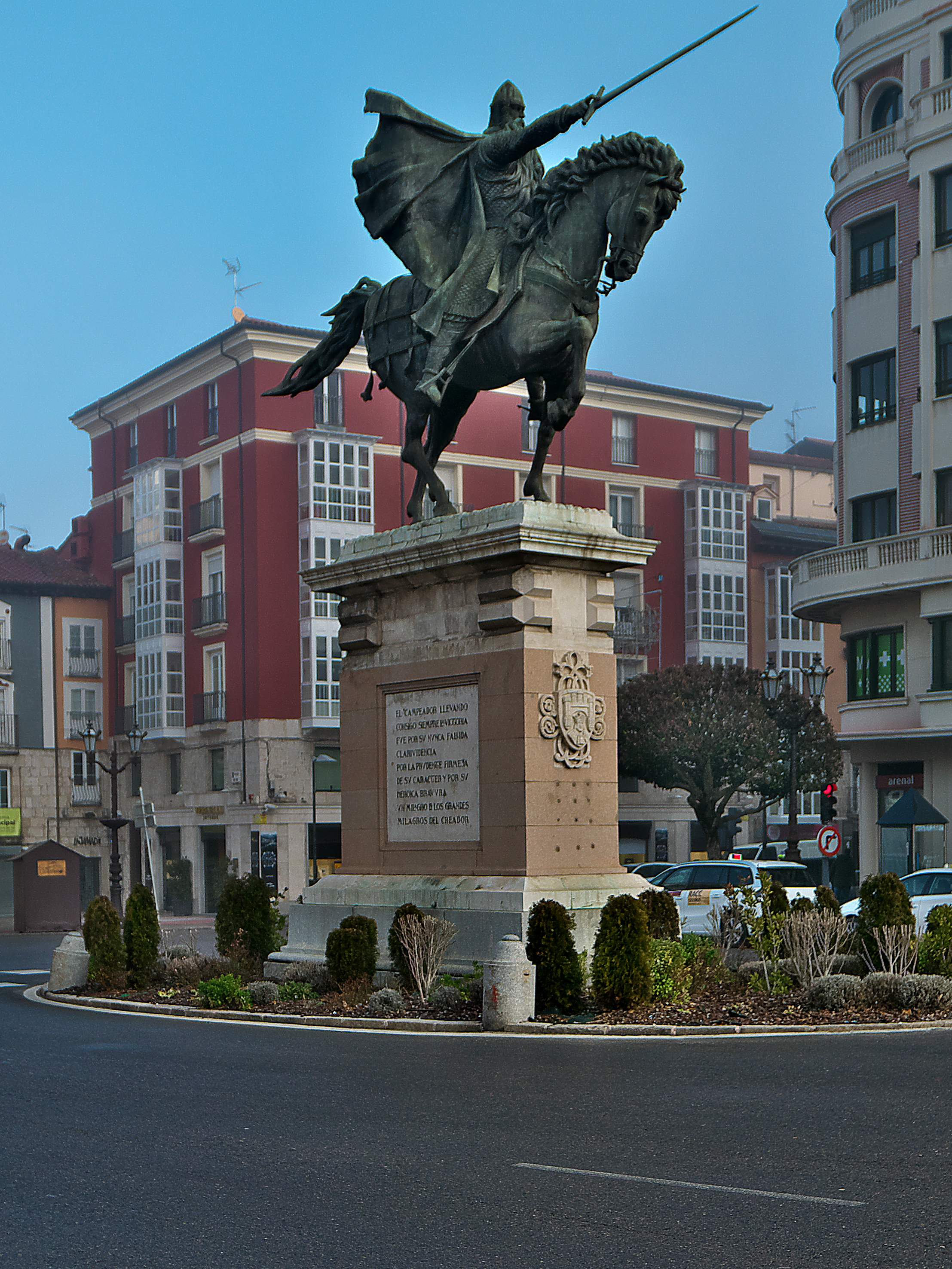
Estatua de Rodrigo Díaz de Vivar en Burgos

La épica medieval castellana es un género compuesto en verso de carácter narrativo, cuyo objetivo es la exposición de los sucesos históricos, narrados desde una perspectiva ficcional. Los primeros textos épicos hispánicos fijados por escrito datan de finales del siglo XI y principios del siglo XII.
El argumento de la épica se desarrolla con la existencia de determinadas circunstancias que afectan a la concepción de la humanidad y del honor. La narración gira en torno a la actividad de unos héroes cuya única meta es recuperar el honor, tras alguna afrenta, con las más nobles acciones y arriesgados esfuerzos. 
Ya que es un género que se consolida a través de un largo proceso oral, las variantes son una constante de la poesía épica y solo desaparecen cuando el texto es fijado por escrito. En este sentido, se puede señalar que el lenguaje de la poesía heroica está condicionado de manera muy directa por la improvisación: el elemento más característico son las fórmulas que se utilizan con gran frecuencia. 
La épica hispánica se caracteriza por la escasez de testimonios en comparación con la francesa o incluso con la franco-italiana, pues solo se han conservado cuatro cantares de gesta: el Poema de Mio Cid, el Roncesvalles, el Poema de Fernán González y las Mocedades de Rodrigo. Ninguno de estos testimonios está completo, ya que todos ellos presentan lagunas de diversa consideración y relevancia. Sin embargo, la épica española se apoya en una serie de testimonios indirectos de gran importancia: se trata de las prosificaciones en crónicas y de la pervivencia de elementos épicos en la tradición oral representada por el romancero.

## Épica antigua y épica románica
La épica románica se desarrolla en la Alta Edad Media europea. Se llama románica porque su desarrollo parte de las culturas medievales que hablan las lenguas romances. Esta épica románica difiere, primordialmente, de las épicas antiguas en tres aspectos: la relación del poema épico en sí y los hechos relatados, la concepción de lo épico, y los procedimientos poéticos usados en cada caso.
En el caso del Poema de Mio Cid, su composición se efectúa alrededor de cuarenta años después de la muerte de Rodrigo Díaz de Vivar; o en el caso del Cantar de Roldán, la distancia entre los sucesos de la batalla de Roncesvalles y la composición poética es de unos tres siglos. Otro caso es el de Ilíada, cuya distancia con los posibles hechos del asedio a Troya es de siglos. Homero compone los cantos de la Ilíada cerca del siglo VIII a. C., mientras que los personajes de ella están vinculados a la civilización micénica de la edad de bronce (entre 1600 y 1100 a. C.). Una de las consecuencias de esta considerable distancia temporal entre composición poética y hechos históricos se evidencia en la notable pérdida de verosimilitud en los relatos en la épica antigua. La épica románica, en contraste, se aferra más a los sucesos históricos ocurridos. Si los documentos literarios son los únicos testimonios fidedignos de la existencia de Héctor, de Roldán y Carlomagno hay numerosos manuscritos que no solo avalan la existencia de estos héroes de la épica carolingia, sino que pueden ser contrastados con lo presentado en los poemas épicos.
Menéndez Pidal señala que la épica india es mítica, la griega es heroica, y la románica, por su parte, es fundamentalmente histórica. Por ello, otra diferencia entre ambos tipos de épica radica en su concepción de lo épico. Lo más seguro es que los cantares de gesta hayan nacido de una labor de enaltecimiento de los héroes por parte de los sectores populares. Esta es la base de toda producción épica: la exaltación del héroe. Radica en cómo se da esa exaltación el tipo de epopeya. La épica románica no excede los límites de la historia, cosa que sí hace la épica antigua. Si Aquiles es hijo de Tetis (de nacimiento sobrenatural), el Cid no tiene origen divino

## Conservación de los textos
En general, la épica francesa se conservó mejor que la épica española, en parte por la mayor extensión del corpus francés, en detrimento de la breve obra épica hispánica. Las obras que se conservaron, en su mayoría, fueron las tardías, aquellas elaboradas a partir de fragmentos de epopeyas más antiguas o aquellas que pertenecían a un ámbito popular y pasaron a un ámbito culto. Este es el caso del Poema de Fernán González, elaborado, quizá a partir de testimonios populares o de un texto precedente, por un monje del monasterio de San Pedro de Arlanza.
El otro medio por el que se conservaron las obras fue a través de su prosificación en documentos históricos. El Cantar del cerco de Zamora se conserva por este medio, consignado en las crónicas de los siglos XIII y XIV. Este medio de preservación era bastante común, dada la cercanía entre los testimonios literarios e históricos en torno a un mismo suceso. Con respecto a la vida de Fernán González, resalta el hecho de que la Historia Silense no difiera mucho del Cantar del cerco de Zamora sobre los hechos ocurridos tras la muerte de Fernando I de León: las disputas entre Sancho II de Castilla y sus hermanos en la unificación de los territorios que pertenecieron a su padre (León, Galicia y Castilla). 

## Orígenes de la épica románica y española

### Hipótesis de origen francés

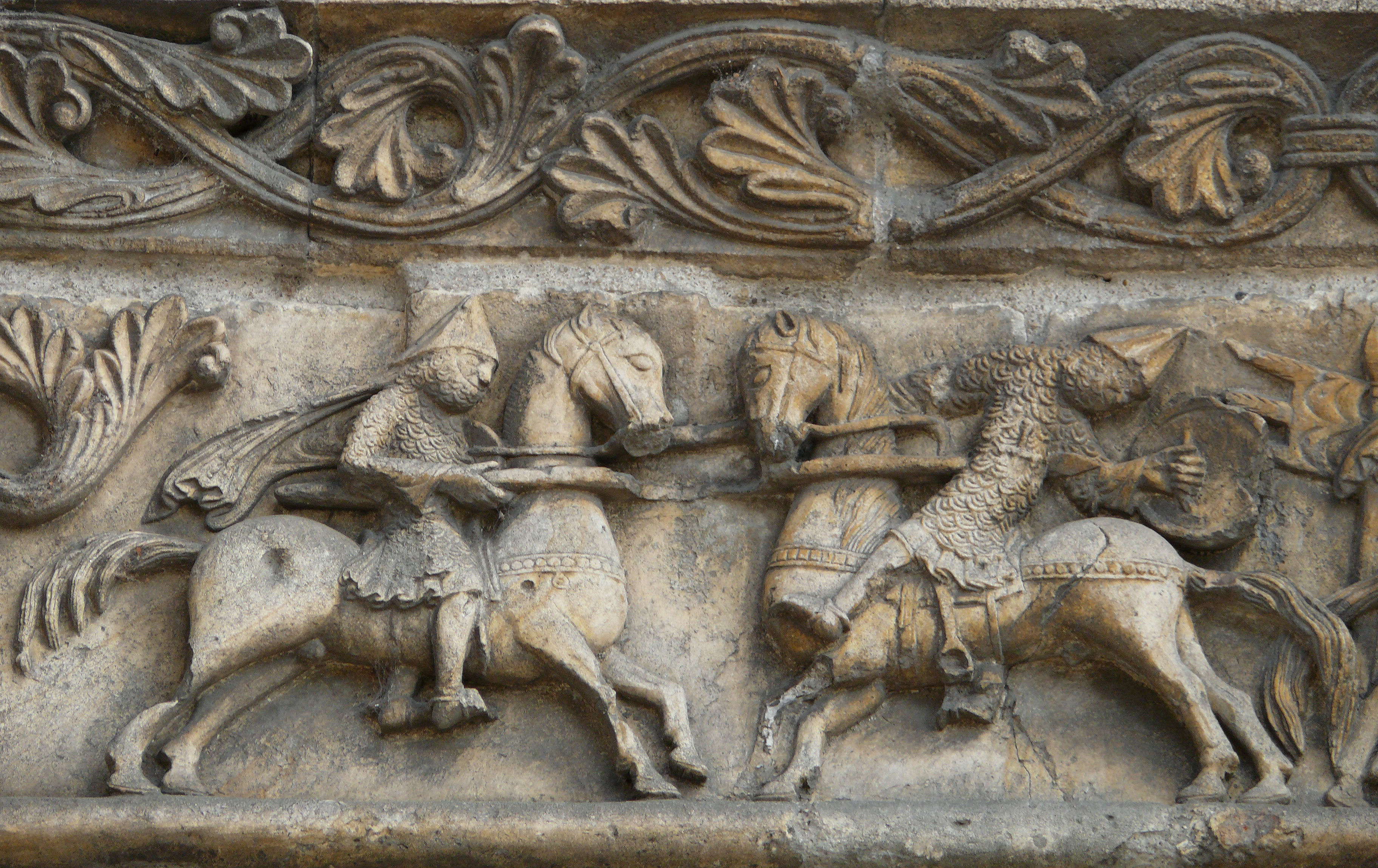
Representación de una escena del Cantar de Roldán en la Catedral de Angulema

El origen de la épica románica, y sobre todo de la épica española, fue controvertido durante el siglo XIX. Por mucho tiempo, la crítica creyó que las manifestaciones de épica hispánica resultaban de imitación o influencia de la producción épica francesa. Esta afirmación es acogida por Ferdinand Wolf y Reinhart Dozy, quienes además afirmaron que los poemas épicos españoles eran una imitación burda y pobre del género francés, y que ellos no llegaban a concretarse en una epopeya consistente.
Gastón París, tiempo después de los críticos ya mencionados, retoma la tesis de origen francés para la épica hispánica. Dos son los principales argumentos de Gastón para defender su tesis. En primera instancia, el autor señala que la métrica en ambas manifestaciones épicas guarda muchas semejanzas, y que no es posible que esta métrica se haya producido de forma espontánea en ambos costados de los pirineos. Aunque, señala Menéndez Pidal, que esta tesis queda invalidada, puesto que las primeras manifestaciones de epopeya en España no nacieron de la perfección que cabría esperarse de una imitación. Al contrario, la epopeya hispánica fue perfeccionándose paralelamente al desarrollo de su congénere francés. Y en segunda instancia, París afirma que los primeros registros de la épica española iniciaron cuando ya existía desde hacía tiempo épica en Francia y estaba en pleno apogeo. No obstante, Menéndez Pidal señala que los intercambios culturales entre España y Francia no son tan tardíos como pretende afirmar París.

### Hipótesis de origen germánico
Menéndez Pidal, por su parte, argumenta en contra de la hipótesis de origen francés. Para el crítico, antes de haber una “influencia” de Francia sobre España, hay un origen común entre las epopeya francesa y española. Señala el crítico que antes de hablar de epopeyas nacionales, que es el núcleo del debate decimonónico, debe hablarse de una épica románica: esto es, una épica de común origen a todas las culturas nacidas del imperio romano.
Menéndez Pidal sostiene la hipótesis de un origen germánico en la épica románica. El sustrato de esta afirmación es que la epopeya es el género de los pueblos arios, pues solo en estos pueblos se da la épica (es el caso de los indios, de los persas, griegos y germanos). A mediados del siglo IV, los pueblos germanos del norte de Europa, y los pueblos de las estepas de Eurasia, comenzaron a migrar hacia centro y sur europeos. Godos y visigodos, entre otros, fueron los pueblos que invadieron Italia, Francia y España. Esto sería de vital importancia para el futuro de la medievalidad europea: estos bárbaros, pese a no representar más que un diez por ciento de la población al inicio de las invasiones, fueron los que gobernarían durante la Alta Edad Media. Al norte de Francia, los francos; y en el sur de Francia y norte de España, los visigodos. Por dos siglos (desde 507 hasta 711, con el inicio de la invasión musulmana), el Reino visigodo de Toledo tuvo el control político, económico y cultural de España, llenando el vacío institucional que había dejado la caída de Roma.

Estos dos siglos de dominio bárbaro (aunque las leyes e instituciones góticas se hubieran suprimido, en la práctica el dominio siguió siendo de la élite goda) creó una mezcla cultural en la que la población hispanorromana y goda se mezcló. Este es el origen de la épica románica para Menéndez Pidal: los bárbaros trajeron consigo sus relatos épicos orales, otorgando a España y Francia el espíritu que permitió, siglos después, la exaltación del héroe y la composición de las epopeyas. Menéndez Pidal afirma que esta sensibilidad épica es exclusiva del “espíritu” de los pueblos germanos:
No pudieron crear primitivamente tal poesía los elementos hispanorromanos de la población peninsular, que nada de este espíritu sentían ni en la vida ni en el arte. Tal poesía tuvo que nacer entre los descendientes de los germanos establecidos en España.

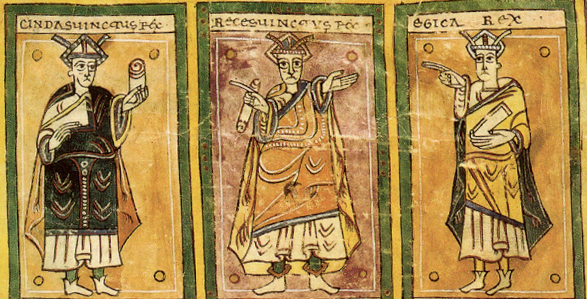
Ilustración de unos reyes visigodos en el Codex Vigilanus

Por tanto, si hay una relación entre la epopeya francesa y la española, ella se debe únicamente a un común origen germánico para ambas. Ferdinand Wolf, en su afán de desmentir la hipótesis de origen germánico, afirma que es imposible que los bárbaros, al llegar a territorio hispánico, hayan tenido aún la memoria colectiva de los cantos épicos en torno a sus caudillos germanos, ya que habían sido convertidos al cristianismo y habían tenido contacto con los romanos. A ello, señala Menéndez Pidal, que el proceso de desplazamiento de los visigodos hasta Hispania no fue sino de cuarenta años, además de sustentar que aquella épica que traían los bárbaros consigo era una epopeya de carácter histórico (alrededor de las figuras de sus líderes y ancestros) y no una epopeya de carácter mítico que pudiera contravenir la fe cristiana que ahora profesaban. Un elemento más que señala Menéndez Pidal es relación que guarda el carácter de los héroes de la épica románica con el carácter del germano mismo. Ejemplo de ello es la gran lealtad germánica que tenían los guerreros de un pequeño ejército con su líder, relación totalmente diferente a la que guardaba un soldado romano con su superior. Asimismo, cuando el Cid es desterrado de Castilla, su “mesnada” (compuesta por parientes y vasallos) por lealtad, acompañan a Rodrigo en su destierro, y luchan a su lado en las muchas batallas que siguen. De igual manera se señala en la épica española una gran presencia de aquella superstición y agüeros típicos de los pueblos bárbaros. El Cid, por ejemplo, antes de las luchas, inspecciona el vuelo de las aves. Y también está la venganza como tópico común:
En la Germania, de Tácito, las enemistades son obligatorias para los allegados del ofendido, y lo mismo ocurre en la epopeya románica, donde vemos que la venganza es obligatoria para todos los parientes del agraviado… Este espíritu de venganza llena la mayor parte de la acción en casi todas las gestas castellanas

### Influencias del mundo árabe en los orígenes de la épica española
Es también discutida la posible influencia árabe en la épica románica. Fue Julián Ribera el iniciador de la tesis de la influencia árabe en los orígenes de la épica. En su discurso de entrada en la Real Academia de la Historia, el 6 de junio de 1915, planteó ante dicha corporación una serie de problemas. Basado en el testimonio de Ibm Bassam en la Dajira, afirmó la existencia de una poesía narrativa romance en España desde el siglo IX. A continuación, rebatió las teorías de Dozy sobre la inexistencia de una poesía narrativa y una epopeya árabes, con la cita de las archuzas de Al-Gazal y Tammam ben Alqama, que testimonian el género narrativo de las futuhat o “cantos de conquista”. 
Años más tarde, la tesis doctoral, titulada La poesía épica en la España musulmana y su influencia en la épica española, presentada en la Universidad de Madrid por el profesor Lufti Abd al-Badí, siguió los planteamientos de Ribera hasta el punto en que este trabaja sobre la hipótesis de una literatura romance andalusí. Sin embargo, en lugar de trabajar sobre hipótesis romances, trabaja sobre realidades árabes. El tercer capítulo de su tesis está dedicado al estudio de la poesía épica en la España musulmana. En él analiza los problemas que plantean las tradiciones orientales, el género al-Sira, en especial la Sirat ‘Antara. Desde aquí se traslada a poemas originales de Al-Ándalus, cantos épicos, en especial las archuzas históricas: Al-Gazal, Tammam b. Alqama e Ibn ‘Abd Rabbihi. 
Otro profesor egipcio, Mahmud ‘Ali Makki, ingresa a esta propuesta. En su artículo Egipto y los orígenes de la historiografía árabe-española, al relacionar las leyendas de la conquista de Al-Ándalus con sus fuentes tradicionales en Oriente, profundiza en el estudio de las leyendas andalusíes, contribuyendo a señalar la transmisión de alguna de ellas y a situarla más precisamente en el contexto de la literatura árabe. Tiempo después, en su tesis doctoral, Ensayo sobre las aportaciones orientales en la España musulmana y su influencia en la formación de la cultura hispano-árabe, insiste sobre aspectos particulares de las relaciones hispano-árabes, basando de forma detallada y clara las relaciones literarias entre los extremos del mundo islámico, contribuyendo con ello a asegurar la base de trabajos futuros en los dominios de la literatura andalusí. 

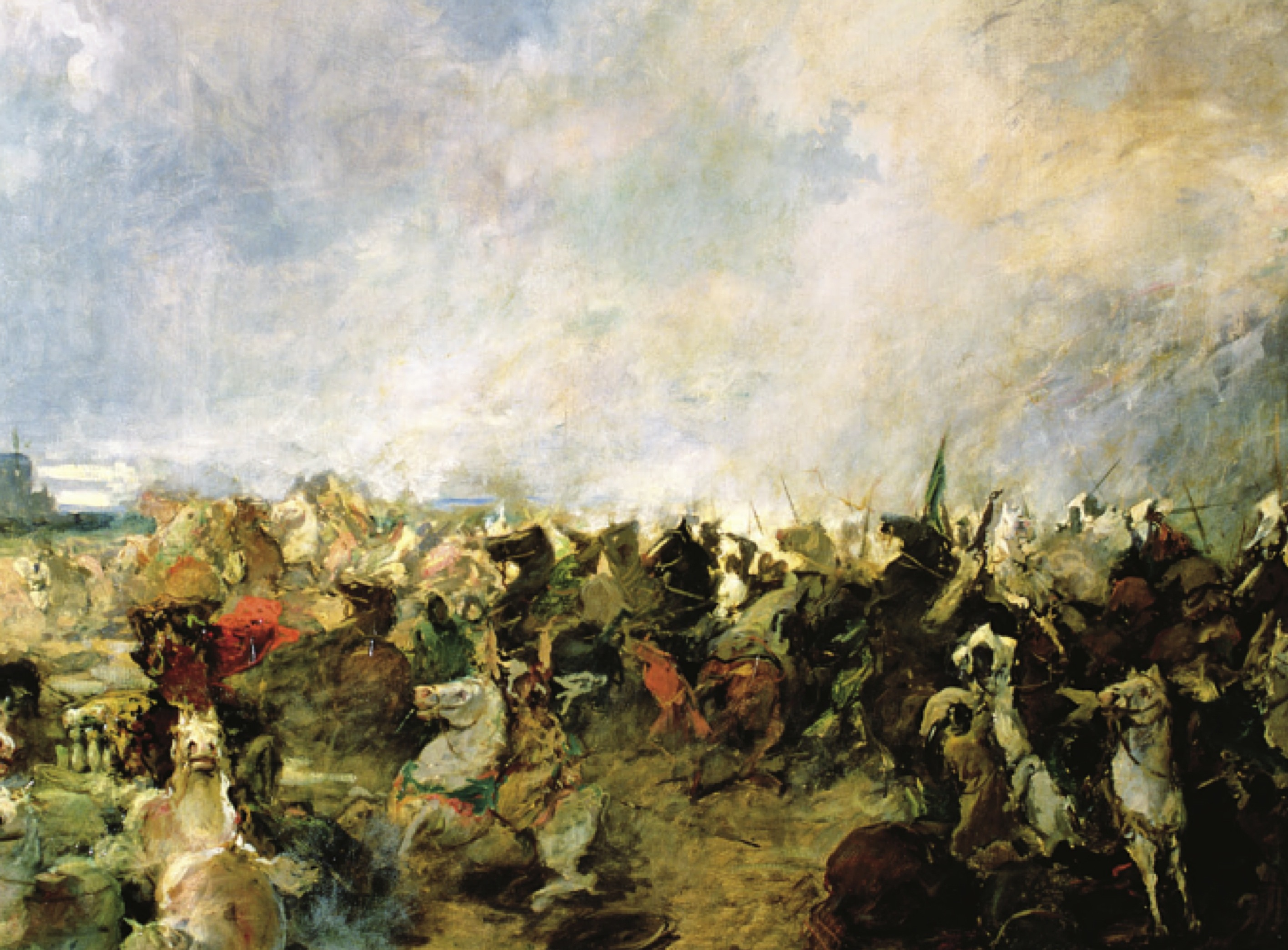
Batalla de Guadalete, con la que se consolidó el avance musulmán en la península ibérica

Todas estas aproximaciones a una posible influencia árabe en la épica románica partían del lado arabista. Desde el lado románico, la iniciativa la toma en 1967, en su discurso inaugural del año académico en la Universidad de Oviedo, el profesor Álvaro Galmés de Fuentes, estudiando El libro de las batallas, serie de narraciones caballerescas aljamiado-moriscas, en el cual se narran cinco batallas: las de Huanín, al-Jandaq, al-Azyad, el Yemen y el valle de Yarmuk. En todas ellas, el héroe (Ali ibnu Abi Talib, primo del profeta Muhammad y esposo de la hija de este, Fátima) se opone al espíritu del mal. Hay influencias mágicas del Profeta, de los buenos y malos espíritus, sueños présagos, cuerpos con propiedades maravillosas, traslados fantásticos por tiempo y espacio y una serie de fundamentales rasgos caballerescos, como el valor, la fidelidad, el amor a la verdad, la protección a las viudas, huérfanos y pobres, la generosidad, la veneración a las mujeres y la liberalidad, sobre todo respecto a los poetas: el caballero mismo es también poeta. 
Rasgo característico del texto aljamiado es su realismo e historicidad. Los elementos ficticios son acogidos solo como elementos necesarios para la elaboración poética de los hechos históricos o tradicionales. Para Francisco Marcos Marín, este verismo se observa en la fidelidad a topónimos y antropónimos y en el carácter humano del héroe. Este es un ser normal que se eleva por sus virtudes, sobre todo las sociales, aunque no carezca de defectos. La grandeza del héroe radica solo en su calidad de hijo de sus obras. En cuanto a la forma, en el libro se combina libremente lo narrativo con lo dramático y, en muy escasa medida, con algunos momentos líricos. La historicidad se observa comparando en los apéndices que Galmés añadió a su estudio el texto aljamiado de la batalla de Hunain y la versión francesa del relato histórico de Tabari. 
Francisco Marcos Marín opina también que la presencia árabe en la épica hispánica primitiva no se limita tan solo al decorado, sino que es mucho más profunda, hasta el punto de calar en motivos e influencias que hacen imprescindible el elemento árabe para comprender la génesis de la épica románica medieval. Secunda a Álvaro Galmés en las similitudes establecidas en su libro Épica árabe y épica castellana, en el cual señala elementos de contacto, como la relación entre el Cid y el sayyid árabe, el episodio de los judíos, el código del honor caballeresco árabe, con sus peculiaridades, la palabra como elemento mágico, el autoapellido, la presencia de la mujer en la guerra, la mujer de la familia del vencedor que consuela al cautivo, el enamoramiento de oídas, la guerra santa, la distribución del botín, el ángel Gabriel, o el llanto sobre las cabezas. degolladas (arranque de la venganza del Poema de los Infantes de Lara, que recoge elementos árabes como el llanto de Muza ante la de su hijo Abd el Aziz), todos los cuales suponen una directa influencia árabe en los orígenes de la épica castellana. 

Sin embargo, Marcos Marín plantea que en el caso concreto español se debe tener en cuenta el sustrato latino, el elemento germánico y los elementos árabes. Para él, no hay desgajamiento entre lo latino, lo germánico y lo árabe: 
Cada parcela carece de límites precisos, interpenetrándose con las vecinas. Del mismo modo que ninguna persona libre de prejuicios pretende entender hoy al Arcipreste de Hita solo a partir de la cultura latina, tampoco es posible cargar en la cuenta de la herencia de Roma, o del legado germánico, la épica medieval. Por ello conviene precisar muy detenidamente qué puede ir ofreciendo la llamada teoría arabista, que, en nuestro caso, no pretende ser una tesis excluyente, sin caer tampoco en el eclecticismo. Aun admirando muy seriamente esfuerzos como el de Abd el Badi, o el de Galmés de Fuentes, quien sigue muy de cerca al anterior y utiliza planteamientos metodológicos nuestros, creemos que es necesario buscar un hilo de Ariadna en este intrincado laberinto, y postulamos para esta función el concepto de modalidad: no nos satisface el parecido aparente, es necesario encontrar la modalidad común.

## Formación de la épica románica y española
Hay varias teorías alrededor de la formación de la épica románica y española. Carlos Alvar y Manuel Alvar señalan que en un principio fueron los románticos (Herder, Wolf, los Grimm) quienes, movidos por las ideas de la época, vieron en los cantares y en la epopeya una muestra del alma popular, por lo que los textos épicos serían el resultado de una creación colectiva y espontánea.
Estas ideas ideas fueron reelaboradas por Gastón Paris, quien formula la teoría de las cantilenas, las cuales serían breves cantares épico-líricos sobre determinados héroes, difundidos entre los siglos VIII y X. Según Paris, estas cantilenas habrían ido desapareciendo a lo largo del siglo X hasta que en el siglo XI pasaron a formar parte de los cantares de gesta mediante la intervención de los juglares, quienes habrían reunido las cantilenas de un mismo tema y les habrían dado una unidad y una forma literaria.
Ante el rechazo de esta teoría por gran parte de los críticos, entre ellos Milá Fontanals y Pio Rajna, son retomadas algunas de las ideas de estos y se formulan nuevas hipótesis. Por un lado, Becker replantea las ideas de Milá, quien negaba la autoría popular y abogaba por un poeta individual, y alude a la existencia de leyendas locales que adquieren forma gracias a un poeta genial. De esta forma nacería en el siglo XI la epopeya francesa. Más tarde, Joseph Bédier retoma esta idea y plantea que en el principio fueron las leyendas locales, las cuales estaban muy vinculadas con la Iglesia, que las fomentaba para sacarle algún beneficio. De esta forma, la epopeya nacería en los primeros textos conservados y entre el hecho histórico y el cantar de gesta no habría existido nada, y por lo tanto la tradición germánica sería solo ilusoria. Estas posturas conforman la conocida teoría individualista.
Sin embargo, tras el descubrimiento de nuevos testimonios que mostraban el conocimiento de la leyenda de Roldán incluso antes de que el cantar fuera puesto por escrito a finales del siglo XI, aparecen nuevas posturas críticas que defienden la tradición oral: solo a través de la transmisión durante varios siglos se puede explicar la presencia de determinados elementos históricos de ínfimo relieve en los cantares de gesta. Esta postura tradicionalista, formulada por F. Lot y sus sucesores, como Robert Fawtier, argumenta que hay un estrecho vínculo entre los acontecimientos históricos y los cantares de gesta, el cual se establece mediante baladas que han ido ampliándose con el transcurso del tiempo. Los datos aportados por Lot fueron incrementados de forma considerable con los posteriores testimonios aducidos por Rita Lejeune, Jules Horrent y Dámaso Alonso (Nota emilianense). 
Siguiendo estas ideas, Ramón Menéndez Pidal da gran importancia al fermento popular. Para él, el cantar de gesta es obra de juglares, sin influencia eclesiástica y de inspiración popular, y que al ser patrimonio de la colectividad cada cual lo modificaría según su propio criterio, por lo cual las variantes serían infinitas. Esta posición es conocida como teoría neotradicionalista.

## Epopeya castellana

### Cronología
Carlos Alvar y Manuel Alvar precisan que a pesar de que hay una gran escasez de textos escritos que se han conservado, esto no es prueba de inexistencia, pues de forma continua se pueden rastrear leyendas épicas en la historiografía medieval, incluso ya desde finales del siglo IX. Según Menéndez Pidal, ya en las Crónicas astur-leonesas pueden verse alusiones a leyendas épicas: en la Chronica Visegothorum, ordenada por Alfonso III y concluida hacia el 880, se introduce una larga narración sobre don Pelayo y la batalla de Covadonga, narración considerablemente reducida en la segunda versión de la Chronica. El hecho de que en ella aparezcan abundantes elementos novelescos y de que presente una estructura bien definida, lleva a Menéndez Pidal a pensar que se trata de la prosificación de una leyenda épica, similar a las que alude San Isidoro. 
La pauta marcada por el autor de la Chronica Visegothorum, a instancias de Alfonso III, permanece invariable a lo largo de varios siglos: la presencia de determinadas leyendas en las crónicas es admitida siempre y cuando no rompa con el tono descarnado y lacónico de la historia. En las Crónicas de Sampiro (hacia el año 1000), de Pelayo Ovetense (primer cuarto del siglo XII) o, incluso, en la Historia Silense (hacia 1118), se mantiene este mismo criterio. 
Cuando en Castilla surge una historiografía, escrita en latín, comienzan a abandonarse las viejas directrices trazadas por Alfonso III, y se admiten narraciones de carácter épico. En este sentido, son dos las crónicas más importantes: una, la Najerense (mediados del siglo XII), prácticamente desconocida por los cronistas posteriores. En ella se recogen algunos temas ya presentes en la crónica Visegothorum y en la de Sampiro, pero se admiten además varias leyendas basadas en hechos históricos (relativos a los últimos condes castellanos y a los inicios del nuevo reino) que ocurrieron a finales del siglo X y a lo largo del siglo XI. La otra crónica importante es la de Lucas de Tuy (el Tudense), Chronicon Mundi, terminada en 1236. Es el eslabón entre la historiografía astur-leonesa y la castellana posterior, que cuaja en la obra de Alfonso X. Por una parte, compila las obras de Alfonso III, Sampiro y Pelayo, añadiendo algunas ampliaciones a las leyendas recogidas por éstos y, por otra parte, introduce nuevos relatos sobre acontecimientos ocurridos en los siglos XI y XII (como la Peregrinación del rey Luis VII de Francia, que pudo tener como fundamento el viaje de este rey entre 1153 y 1154 a Santiago de Compostela). Poco a poco se va engrosando el caudal de leyendas en las crónicas. 
El eslabón siguiente en la cadena lo pone Rodrigo Jiménez de Rada (el Toledano) con su De rebus Hispaniae, anterior a 1243, donde da cabida a un total de once leyendas épicas, añadiendo cinco a las narradas por el Tudense y modificando considerablemente algunos relatos de su predecesor, como el de Bernardo del Carpio. 
Concluye aquí la historiografía latina de Castilla, y se da paso libre a la redacción en castellano de las crónicas bajo los auspicios de Alfonso X. Este rey plantea la Primera Crónica General, que se acabará en 1289, después de su muerte, tras casi veinte años de redacción. En esta crónica se acarrean todos aquellos materiales que pudieran ofrecer una información: reúne las crónicas anteriores y alude con frecuencia a juglares y a cantares de gesta. De este proceso resulta la prosificación de poemas completos sobre Fernán González y sobre el Cid y el empleo de fragmentos procedentes de otros cantares de gesta (Bernardo del Carpio, Infantes de Salas, etc.). 
En la Primera Crónica General se hallan, por lo menos, trece temas épicos. A partir de ese momento, y a lo largo de medio siglo, las crónicas pugnan por introducir novedades con respecto a los relatos que incluyen: la Crónica de Castilla (o Crónica del Campeador), a comienzos del siglo XIV, admite un ciclo completo sobre el Cid, formado por un cantar del rey Fernando y otro de las Mocedades de Rodrigo y por la refundición del Cantar de Sancho el de Zamora y del Mío Cid. Muy poco tiempo más tarde, la Crónica de Veinte Reyes incluye la misma materia, aunque con versiones diferentes. 
Más tarde, en la Segunda Crónica General, o Crónica de 1344, se realizan las prosificaciones del ciclo del Cid, del Fernán González y de los Infantes de Lara, empleando versiones nuevas y cotejándolas con las de la Primera Crónica General. La Crónica de 1344 fue resumida por Diego Rodríguez de Almela en el Compendio Historial a finales del siglo XV (1474), quien añadió la última leyenda épica que se recoge en las crónicas, la del Abad don Juan de Montemayor. 
Por último, en la Tercera Crónica General, impresa por Ocampo en 1541, pero que pertenece a la segunda mitad del siglo XIV, se halla la reelaboración del ciclo del Cid, la abreviación de la leyenda de los Infantes de Salas y la adaptación del relato de Bernardo del Carpio, según era contado por la Primera Crónica General. Esta Tercera Crónica mantiene el espíritu alfonsí, además fue muy difundida en el siglo XVI y XVII y suministró abundantes materiales a las obras de tema histórico del Siglo de Oro. 
Las Crónicas del siglo XV (General de 1404, Toledana de 1460 o la Cuarta Crónica General, posterior a 1455) se limitan a recoger la tradición historiográfica anterior, que se va empobreciendo paulatinamente. Ya no aparecen prosificaciones de cantares de gesta, ni se introducen nuevas leyendas épicas. Además de esto, comienza a darse cabida a algunos romances. 
De otros poemas no se ha podido reconstruir ningún verso, pero su existencia ha sido corroborada a partir de diferentes alusiones en algunas crónicas. Este es el caso del Cantar de la Condesa Traidora y del Romanz del Infant García, ambos en relación con el ciclo de los condes de Castilla, y a los que se refieren la crónica Najerense y la crónica del Toledano, respectivamente. Sin embargo, estos poemas no consiguen remontar el siglo XIII, y ya en el siglo XIV las crónicas no recuerdan estas leyendas.

### Características
En primer lugar, la épica es poesía, pues se expresa en verso. Casi nunca el verso está organizado en estrofas, sino que se constituye por la sucesión de un número indefinido de componentes, generalmente de tipo único: son lo que en los cantares de gesta románicos se denominan tiradas, series o laisses, con versos que oscilan entre el dodecasílabo y las dieciséis sílabas en la épica castellana. Normalmente, la tirada constituye una unidad temática o de acción, funcionando como elemento que da cohesión a la estructura interna del cantar. 
En los cantares de gesta franceses más antiguos y en todos los castellanos, la rima es asonante, es decir que riman las vocales y no las consonantes después de la última acentuada. Los cantares castellanos se caracterizan por el anisosilabismo, es decir la desigualdad en el número de sílabas de los versos que componen el poema. Es también rasgo principal de la epopeya castellana el uso de la –e paragógica. 
Uno de los procedimientos expresivos de las gestas es el uso de adjetivos que convierte en arquetipo al personaje que lo lleva, como en el Mio Cid: “Martín Antolínez, el burgalés de pro”, “Galin Garcíaz, el bueno de Aragón”, “don Jerome, coronado leal”, entre otros. También es propia de épica, la enfatización del sustantivo mediante giros que realzan su autonomía sintáctica: de esta forma, como sucede en los Infantes de Lara, en vez de decir “su casa de Vilvestre” se recurre al sintagma “Vilvestre su casa”. 
La tradición épica castellana ofrece la visión localista de la realidad concreta que describe. Unas veces se trata de los elementos que pueden dar la visión inequívoca de una ciudad, y otras la descripción precisa de unas tierras que el cantor ha conocido circunstancialmente. Ejemplo de esto es la exacta descripción de la huida de Ruy Velázquez con Mudarra tras sus talones que se hace en el cantar de Los siete Infantes de Lara. 
Uno de los elementos constitutivos más importantes de la épica es la venganza como motivación de la acción de los héroes. Este elemento, heredado de su origen germánico, cobra una vital importancia en gestas cidianas, en la de Fernán González, y, sobre todo, en la de Los siete infantes de Lara. 
Otra característica propia de la épica española, y de la épica románica en general, es su fuerte carácter histórico. Las epopeyas hispánicas encuentran su inspiración en fuentes históricas: todos los héroes de la epopeya castellana son figuras históricas, y los sucesos narrados en los poemas rara vez se alejan de lo verdaderamente acontecido. Esto dota a los cantares de gestas españoles de una verosimilitud no vista en otras epopeyas. Mientras que en la épica homérica es común que la divinidad tenga una intervención directa en la vida de los héroes, y en la épica hindú los protagonistas sean dioses, en la epopeya española solo son protagonistas los humanos. Esta verosimilitud se presenta incluso en contraste con la épica francesa, donde los elementos maravillosos tienen cabida en la composición. Mientras que en la épica francesa los ángeles bajan y batallan al lado de los héroes, en el Cantar de Mio Cid la única aparición de un ente sobrenatural es en los sueños de Rodrigo. Por lo demás, los héroes de la epopeya francesa tienden a ser engrandecidos desproporcionadamente; mientras que los héroes castellanos son engrandecidos en su virtud y valor, y no en sus cualidades físicas.

### Ciclos
A partir de la organización de los poemas según diferentes núcleos épicos, se distinguen tres principales ciclos: en primer lugar, el ciclo de los condes de Castilla, que es un periodo marcado por el patriotismo, formado por el cantar de Los siete infantes de Lara, el de La condesa traidora, el Romanz del infant García y el Cantar de Fernán González; en segundo lugar, el ciclo del Cid, constituido por el Cantar del Mío Cid, el de Sancho II y la Gesta de las Mocedades de Rodrigo; y en tercer lugar, el ciclo francés, en que se incluyen distintas obras relacionadas de una u otra forma con la épica del norte de los Pirineos, grupo al que pertenecen el cantar de Roncesvalles, el Mainete y el Bernardo del Carpio.

## Cantares de la épica castellana
La materia argumental de estos cantares corresponde con la denominada Edad heroica, que comprende el periodo entre los siglos V-XI. Carlos Alvar señala que para el dominio de oil (es decir, mitad norte de la actual Francia), parece claro que la edad heroica debe situarse en torno a Carlomagno (742-814), mientras que en España, es posible que haya habido dos núcleos temáticos: la invasión árabe y los primeros focos de resistencia (siglo VIII) y, sobre todo, los inicios de la independencia de Castilla (siglo X). 

### Cantar de Roncesvalles
Artículo principal: Cantar de Roncesvalles
Fue copiado en Navarra alrededor de 1310 y publicado por primera vez en 1917, por Ramón Menéndez Pidal. Gracias a una alusión de Rodrigo Jiménez de Rada en su crónica De rebus Hispaniae (acabada en 1243) y a una referencia que en el cantar hay al Camino de Santiago, propia de las refundiciones tardías del Roland, se puede inferir que se escribió a comienzos del siglo XIII. 

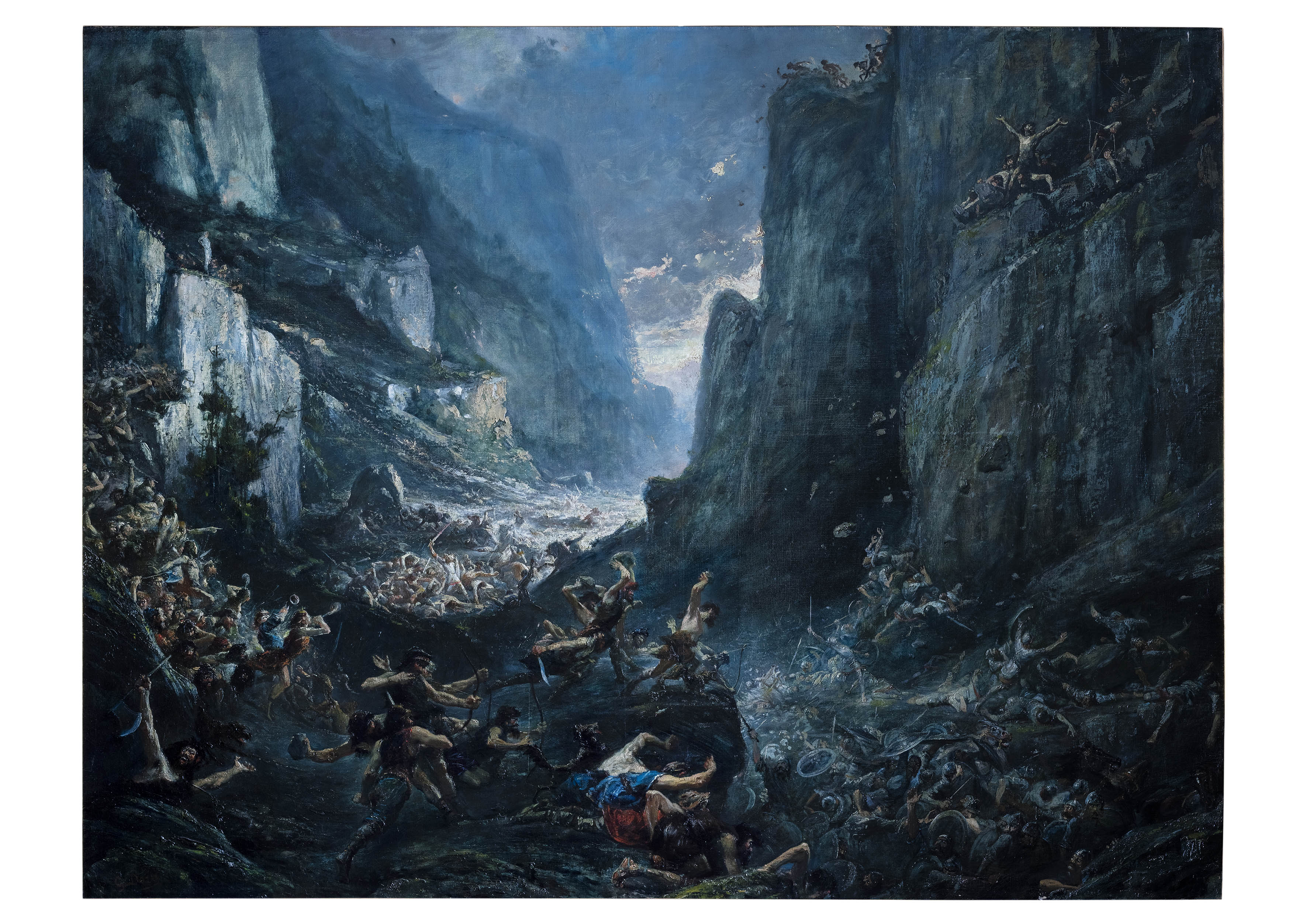
Batalla de Roncesvalles, de Gustav Doré

El poema practica, como todas las gestas españolas, el principio del anisosilabismo, es decir la desigualdad en el número de sílabas de los versos que componen el poema. Lo que se conserva del cantar es tan solo un fragmento de cien versos. Según los cálculos de Menéndez Pidal, no menos de 5.500 versos harían falta para contar la gesta de Roncesvalles, ya que el propio fragmento y las alusiones que en él se contienen hacen pensar que se trata de un pequeño relato desgajado de un poema completo que contendría toda la historia de Roldán. 
La narración completa hablaría de la conquista de Carlomagno, acompañado de Roldán, de toda España, a excepción de Zaragoza. Tras esto, Carlomagno regresa a Francia y queda Roldán encargado de la retaguardia del ejército. En Roncesvalles, los moros los sorprenden y los atacan, librando una indecisa batalla en la que intervienen, además del héroe, Reinaldos, Baldovinos, Oliveros y Beltrán. De esta batalla resulta la muerte de Oliveros, Reinaldos y Roldán, quien desfallece sin golpes ni heridas. De nuevo en Roncesvalles, Carlomagno busca a sus allegados entre los cadáveres –versos que son los únicos conservados en el poema español-. Luego regresa a Francia para enterrar allí a los muertos. Doña Alda, esposa de Roldán, moriría en el sepelio del héroe. 
Para Carlos Alvar, el fragmento español conserva una “belleza trágica” en esa tristeza que el emperador se lleva de España, tras el aniquilamiento de sus fuerzas de retaguardia. En este fragmento, Carlomagno lamenta profundamente la muerte de su sobrino Roldán, recordando algunos momentos de su vida en relación con él, como el haberle entregado su espada Durandarte, ganada tras matar a Bramante en servicio del rey Galafre de Toledo, cómo lo hizo caballero cuando Roldán cumplió los diecisiete años, cómo le ayudó en su conquista a Turquía, el saqueo a Roma y la entrada a España.

### Los siete infantes de Lara
Artículo principal: Los siete Infantes de Lara
El Cantar de los siete infantes de Lara (o Salas) es una de las manifestaciones más antiguas de la épica española. Los sucesos históricos remiten al siglo X, mientras que la composición épica dataría del siglo XI. Tal como sucede con el resto de poemas épicos más primitivos, este cantar no se ha conservado en ningún manuscrito. Su historia se conoce a través de la crónica Estoria de España.
Un segundo cantar de los Infantes se compuso a finales del siglo XIII o comienzos del XIV (antes de 1344) aprovechando gran parte del primero, ampliando considerablemente su segunda mitad y conduciéndolo por caminos enteramente nuevos hacia su desenlace. Este cantar fue prosificado en la Crónica de 1344, en la Hystoria de Fernán González y los siete Infantes de Lara (Burgos, 1537) y en la Refundición de la tercera crónica general. 
Los fuertes motivos de venganza en esta composición, más importantes y recurrentes que en las otras epopeyas castellanas, hacen pensar a Carlos y Manuel Alvar que esta epopeya está más emparentada con la épica germánica que con la románica. Aunque esto afirma en cierto punto las tesis de Menéndez Pidal, lo cierto es que la exacerbación de los sentimientos y la sed de venganza presentes en esta leyenda, la distancian un poco de las gestas románicas. En estas el origen germánico es determinante, pero es necesario tener en cuenta que en ellas el cristianismo es un elemento configurador. Es por ello que la afirmación de los hermanos Alvar cobra sentido en el hecho de que esta epopeya se aleja de la románica y está más en contacto con la germánica.
Los estudios de Erich von Richtofen, avalan la postura de los Alvar. Según el alemán, el Cantar de los siete infantes de Lara tiene mucho en común con las epopeyas del centro y norte de Europa, a pesar de tener también muchos elementos de la épica castellana. Para von Richtofen, este poema de los infantes comparte varios elementos con la saga de Thidrek.

### Poema de Fernán González
Artículo principal: Poema de Fernán González

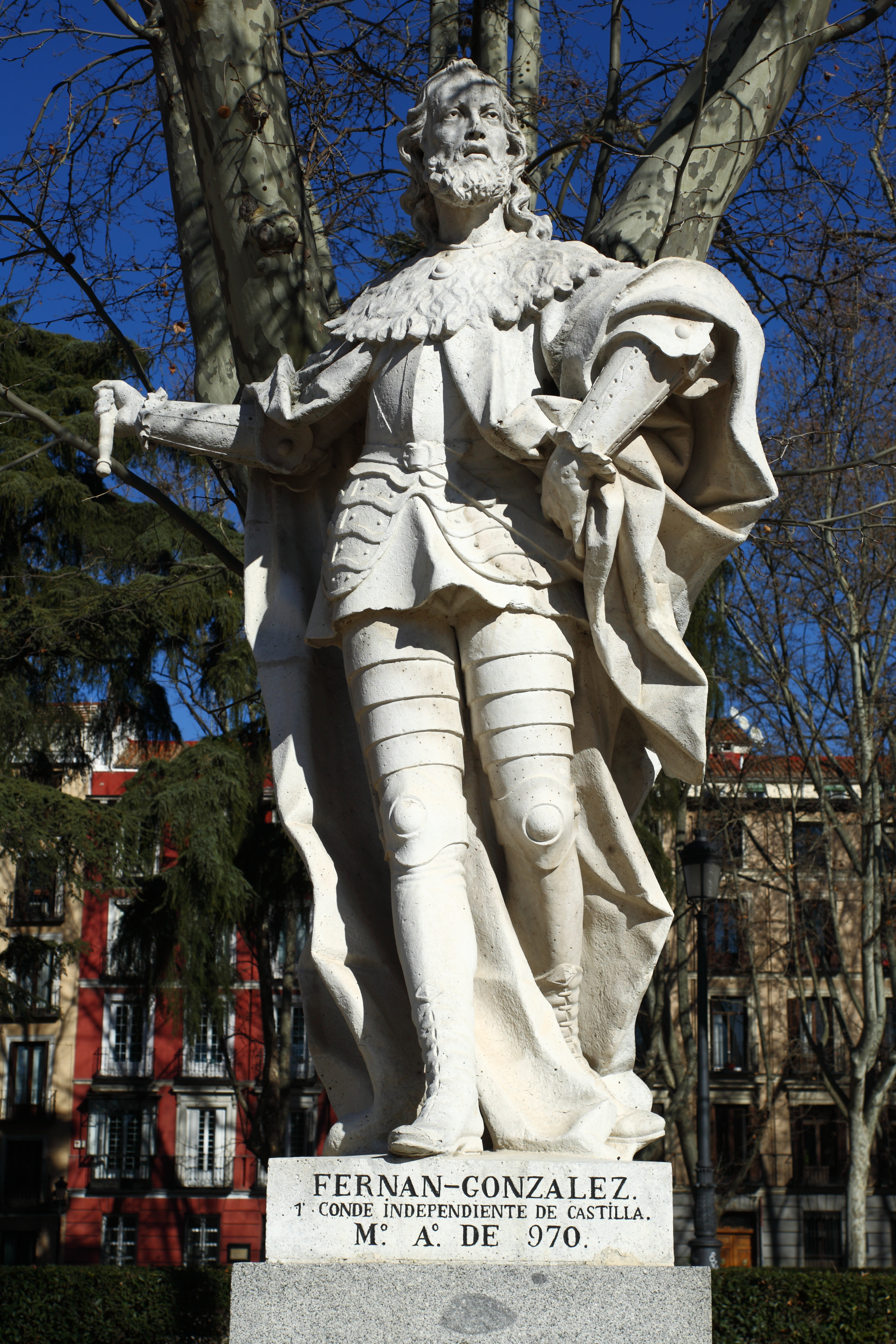
Estatua de Fernán González

La unidad política de España forjada por los reyes visigodos había sido rota con la derrota en la batalla de Guadalete y la consiguiente invasión musulmana de la Península. Tras estos sucesos se armó una defensa al norte de España, principalmente en lo que después se llamaría Asturias, León y Navarra. Desde estas regiones se puso un freno al avance musulmán en Europa. Con el tiempo, y a medida que iban ganando terreno los españoles, se generaron conflictos entre los nacientes reinos españoles. Uno de los conflictos más representativos para las epopeyas fue entre el reino de León y el condado de Castilla. Esto es lo que se narra en el Poema de Fernán González.
Fue escrito hacia 1250 por un monje de San Pedro de Arlanza, y preservado en un códice escrito en mester de clerecía. Lo más probable es que el monje redactara su poema a partir de una epopeya más antigua. Sin embargo, a pesar de que el códice esté lleno de lagunas, el argumento de la epopeya escrita por el monje de Arlanza se ha podido reconstruir gracias a la Estoria de España, llamado por la edición de Menéndez Pidal como Primera crónica general, documento surgido por iniciativa de Alfonso X el sabio.
El argumento de la obra inicia con las guerras que libra el conde de Castilla Fernán González contra Almanzor (militar del califa de Córdoba Hisham II), contra el rey de Navarra y contra el conde de Tolosa. Habiendo derrotado a sus enemigos, y encontrándose en paz, fue a visitar al rey de León, quien se prendó del caballo y de su azor (que habían sido de Almanzor). El rey se los pidió, y el conde se los quiso dar, pero aquel no los quería recibir gratuitamente, por lo que le prometió aquello que el conde le pidiese. Esto, en adelante fue motivo de discordia entre ambos: el conde Fernán fue apresado dos veces: la primera vez por traición de la reina de León en conjunto con el rey de Navarra, y la segunda por traición del rey Sancho de León. En ambas ocasiones es su esposa quien lo libra de prisión. Todo el conflicto termina con que el rey Sancho paga lo debido al conde.
El mérito de esta epopeya es que relata con precisión la tensa relación entre el reino de León y el condado de Castilla, que logra su independencia cuando el rey Bermudo III de León concede al condado el título de reino, como dote por su hermana Sancha, quien se casaba con Fernando I de Castilla, protagonista del Cantar del cerco de Zamora.

### Cantar de Sancho II
Artículo principal: Cantar de Sancho II
También conocido como Cantar del cerco de Zamora es un cantar de gesta que se perdió, pero se conservó prosificado en las crónicas de los siglos XIII: la Primera crónica general y la Crónica najerense. Sigue de cerca la historia de la unión del reino de Galicia y León con el reino de Castilla en la persona de Fernando I de Castilla.
La última voluntad del rey Fernando fue dividir su reino entre sus hijos: a Sancho le deja Castilla; a García, Galicia; y a Alfonso, León. Urraca, su hija, se lamenta de no heredar nada, por lo que Fernando le lega Zamora. Una vez muerto su padre, Sancho II se propone unificar los reinos: encarcela a García, exilia a Alfonso, y sitia la ciudad de Zamora, pues su hermana Urraca no quiere ceder. Aparece Rodrigo Díaz de Vivar, quien sirve a Sancho como sirvió a Fernando. Sancho ordena al Cid persuadir a Urraca de entregar Zamora. El Cid se siente contrariado, por ser amigo íntimo de Urraca y de Arias Gonzalo, consejero de ella. Aun así, obedece a su rey.
Como Urraca no aceptara las demandas de Sancho, este continua el sitio. Urraca está airada con su hermano; se le presenta Vellido Adolfo y promete vencer a Sancho y libertar a Zamora a cambio del don de ella. Parte este hacia el campamento, y promete a Sancho entregarle Zamora. El rey confía en él, pero este, lo mata traicioneramente. Huye Vellido a Zamora, donde se refugia hasta que Arias Gonzalo lo apresa. Los castellanos, llenos de ira, buscan venganza de los zamoranos, enviando a Diego Ordóñez como retador. Sabiendo este que Arias Gonzalo lo tenía apresado, le dice “es traidor el que tiene consigo un traidor”. Arias Gonzalo acepta el reto.
Por disposiciones legales, Diego Ordóñez al haber retado a un consejo cabeza de obispado, debe luchar contra cinco, uno tras otro, teniendo un breve espacio de tiempo para comer pan y beber vino. Arias Gonzalo y sus cuatro hijos se ponen al frente de la lucha. Como el fundamento del reto estaba en que los castellanos culpaban a los zamoranos de saber premeditadamente de la traición de Vellido, Arias Gonzalo le pregunta a los zamoranos si sabían de aquello, y ellos lo negaron. El código caballeresco partía de que Dios no permitía la muerte del justo, de modo que si aquel reto era falso, Arias Gonzalo ganaría.
Iniciada la lucha, Diego Ordóñez vence a un hijo, y luego a otro. Al entrar el tercero, este alcanza a malherir a su contrincante. Diego Ordóñez sale del límite del campo, pero el hijo de Arias muere a su vez dentro del campo. Así, el duelo queda indeterminado. Menéndez Pidal señala en esto que, aunque el poeta escribe desde una perspectiva castellana, no toma un partido tan marcado en el conflicto, propendiendo por una conciliación entre los hermanos, hecho que se ve en la posterior coronación del hermano del difunto Sancho, Alfonso VI, a quien entra a servir el Cid.

### Poema de Mio Cid
Artículo principal: Cantar de Mio Cid
Menéndez Pidal ve en el Cantar de Mio Cid la máxima plenitud de la épica española, obra análoga a la Chanson de Roland, no solo desde una perspectiva estilística, sino desde una perspectiva espiritual: para él, esta epopeya cifra el espíritu nacional hispánico. La exaltación de los valores del héroe castellano encuentra en el Cid su modelo de perfección humana posible. El mayor valor del Cid radica en permanecer fiel a su rey a pesar de estar exiliado y a pesar de ser despreciado continuamente por él. Dice Menéndez Pidal sobre la relación entre el autor del poema y el Cid que:
el poeta rehúye la concepción trivial de un héroe a modo de monstruo que de un empuje arrollase todo un ejército y ganase un reino de un solo bote de lanza. Quédese esto para los caballeros andantes. El engrandecimiento del Cid desterrado ha de ser una trabajosa progresión llena de humano interés

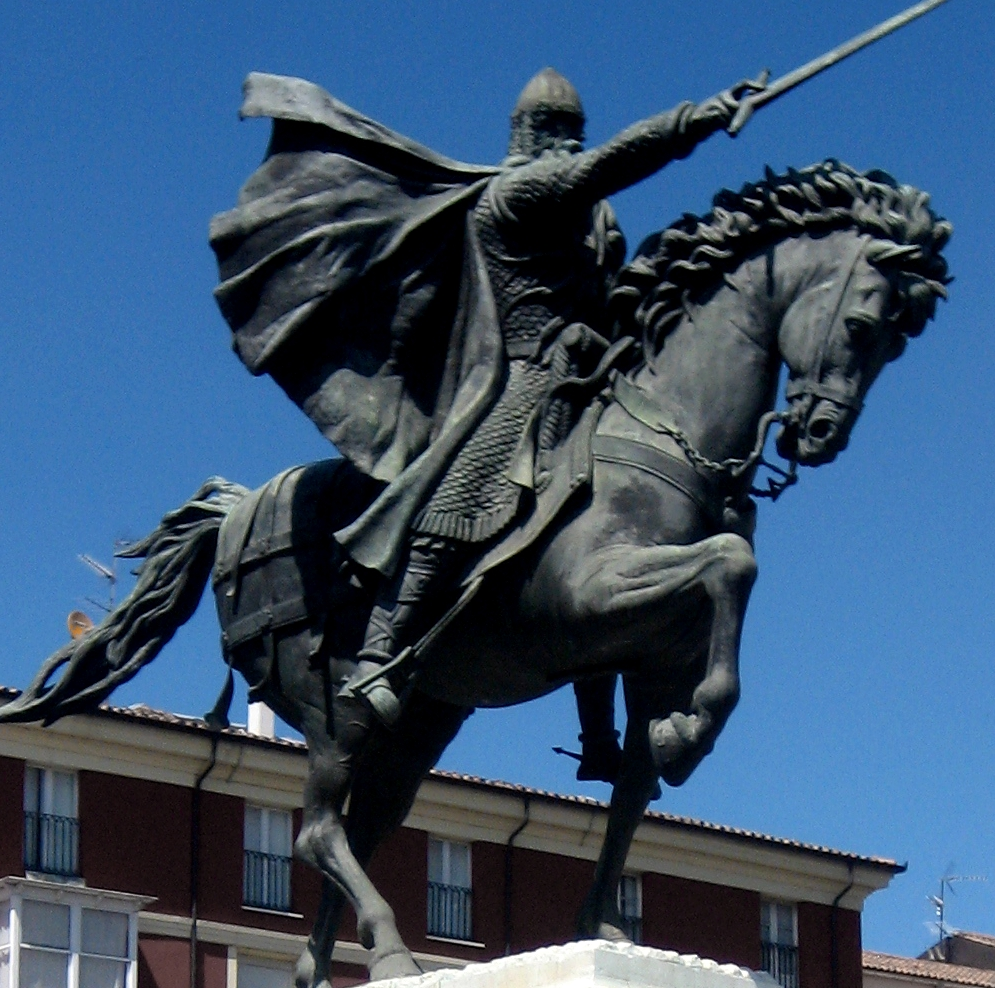
Estatua del Cid en Burgos

Mientras que Menéndez Pidal sostiene que la composición de la epopeya sería de comienzos o mediados del siglo XII, Alberto Montaner Frutos sostiene que su composición sería más tardía, de finales del siglo XII y comienzos del XIII. Sin embargo, convienen en afirmar que el autor de la epopeya era culto dado su manejo del lenguaje. Esta epopeya cuenta la historia de Rodrigo Díaz de Vivar, el Cid Campeador, héroe nacido castellano que sirvió a la corte de Alfonso VI. Al manuscrito conservado en la Biblioteca Nacional de España, hecho en 1307 por Pedro Abad, le falta el inicio del poema.
El poema está dividido en tres partes. La primera parte inicia después del destierro del Cid por parte del rey Alfonso. Rodrigo debe abandonar Castilla en menos de nueve días. La causa del destierro es que unos vasallos del rey, envidiosos del Cid, le dijeron al rey de León que Rodrigo se había quedado con parte de la riqueza de un tributo que este debía traer de Sevilla. Exiliado, el Cid se dirige a Zaragoza y entra al servicio del rey moro de allí. Tiene allí múltiples victorias. En una ocasión el rey Alfonso decide atacar Zaragoza, y el Cid, por aprecio que tiene al rey, decide ponerse de su lado, aunque estaba sirviendo a los moros. Alfonso siente envidia y lo expulsa de nuevo.
La segunda parte cuenta cómo el Cid decide conquistar Valencia para sí y, lográndolo, se hace con la espada Tizona, del rey moro Búcar, y con su caballo Babieca. Estando en Valencia pide a Alfonso que le dé a su esposa Jimena y a sus hijas. Alfonso accede y se reconcilian. Adquiere el Cid mucha fama y riqueza, por lo que los Infantes de Carrión piden a Alfonso a las hijas del Cid por esposas. Rodrigo no está muy contento con ello pero accede a la voluntad del rey. Los infantes se casan con doña Elvira y doña Sol. Luego ocurre que los moros de Valencia, incitados por el emir de Córdoba, se levantan contra Rodrigo en su ausencia. El cid sitia la ciudad. Una vez vencidos los moros y devuelta la ciudad a Rodrigo, los infantes de Carrión, llenos de las riquezas que han ganado en batalla junto al Cid, además de la que este les da, deciden partir con sus esposas a Carrión para gobernar.
La tercera parte narra cómo los infantes deshonran a las hijas de Rodrigo en el robledo de Corpes. Estos, humillados por los hombres de la mesnada del Cid a causa de su cobardía en la batalla contra Búcar, deciden vengarse de su suegro afrentando a sus esposas. Al llegar al robledo, desnudan y azotan a las infantas, abandonándolas a su suerte. Don Rodrigo busca justicia ante el rey Alfonso, quien llama a cortes a Toledo. Allí se acuerda que los infantes deben devolver toda la riqueza que les dio el Cid y además deben batirse en duelo para resarcir la deshonra hecha a sus hijas. Hecho esto, el poema concluye con la planeación de las bodas de las infantas con los príncipes de Navarra y de Aragón.

### Mocedades de Rodrigo
Artículo principal: Mocedades de Rodrigo
Compuesto mucho después del Cantar de Mio Cid, alrededor de 1360, las Mocedades de Rodrigo es una de las últimas manifestaciones de la épica española. Se conserva en la Biblioteca Nacional de París un manuscrito de 1400. Según Alan Deyermond y Samuel Armistead, esta composición se haría de manos de un clérigo culto que estaría reelaborando una epopeya precedente titulada Gesta de las Mocedades de Rodrigo.
Las Mocedades dista mucho del Cantar de Mio Cid. Mientras que el Rodrigo del segundo se caracteriza por su fidelidad al rey Alfonso, el personaje del primero es arrogante, y tiene una personalidad chocante, según Menéndez Pidal. Esto en un principio desconcertó a los estudiosos en el siglo XIX. Hubo quienes como Amador de los Ríos sostuvieron que este poema era anterior al Mio Cid, y que quizá esta personalidad del Rodrigo poético coincidiera más con el carácter del Rodrigo histórico. Aun así esta posibilidad se descartó en persona de Milá y Fontanals y de Menéndez Pidal, quienes afirmaron que las Mocedades no solo era posterior, sino que era muy tardío en relación con el resto de producción épica. 

## Otros cantares de gesta hispánicos

### Cantar de la campana de Huesca
Artículo principal: Campana de Huesca
La campana de Huesca es la prosificación de un cantar de gesta aragonés, incluida en la Crónica de San Juan de la Peña (anterior a 1359), y que hace referencia a un acontecimiento ocurrido hacia 1135 o 1136, al que aluden los Annales Toledanos.
Para Carlos Alvar, el Cantar de la Campana de Huesca debe ponerse en relación con los diversos problemas que surgieron a la muerte de Alfonso I y la cesión que este hizo de sus reinos a las órdenes militares. Es un momento de gran trascendencia para la historia de Aragón, pues con la subida al trono de Ramiro II se produjo la separación de Navarra y la unión del reino aragonés con el condado de Barcelona. El Cantar de la Campana de Huesca narra un episodio ocurrido bajo el reinado de Ramiro II. 
Este episodio, según la Crónica de San Juan de la Peña, consiste en las medidas de justicia tomadas por Ramiro II para restablecer el orden de su reino, pues tras su coronación muchos nobles y caballeros se mantenían en guerra, matando y robando a los mismos súbditos de Ramiro. Ante esto, el rey le pide consejo, mediante un mensajero, a su antiguo maestro del monasterio de San Ponce de Tomeras. El maestro no le escribe una respuesta sino que realiza una acción frente al mensajero para que este se lo relate a su rey: corta las coles más grandes de su huerto hasta que quedan solamente las más pequeñas. El mensajero le comunica esto al rey, y este interpreta que eso es lo que debe hacer con su reino. De esta forma, Ramiro convoca a los señores principales de su reino a Huescas para que sean testigos de la construcción de una campana que se escuchará en todo el reino, empresa que según Ramiro sería encomendada a maestros franceses. Los nobles y caballeros asisten motivados por tal locura, y Ramiro, quien había dispuesto varios de sus hombres en su cámara, hace que los decapiten. Mueren doce hombre y los demás huyen. Sin embargo, luego de esto, se dice que el reino volvió a la tranquilidad.  

## Disolución de la epopeya castellana

### El fin de la épica románica
Si en Francia la epopeya se ve abrumada por el arriba de las letras y la cultura del ámbito cortés, quedando en el olvido, en España la epopeya en decadencia encontró en el ámbito popular una forma de perpetuación. La épica románica, en general, entró en un estado de decadencia hacia mediados del siglo XIV; a finales de este mismo siglo y comienzos del siguiente, la epopeya ya estaba del todo olvidada como género de expresión. Luego de haber sido tan fructífera en obras y rica en estilo en Francia, encontró en el alambicamiento de su forma, su fin. Y ya que durante la plenitud de la épica hispánica, ella se vio influida bastante por su congénere francesa, ese alambicamiento estilístico también llegó a la epopeya española. Tal puede ser el caso de la muy culta obra Mocedades de Rodrigo pero tan extraña en comparación con el Cantar de Mio Cid.
Ramón Menéndez Pidal afirma que, mientras que en Francia la épica cedió su puesto a las ficciones de Chrétien de Troyes y al arte cortés, en España, dicha épica no desapareció, sino que se fragmentó en otros géneros: el romance y el teatro, siendo ambas manifestaciones populares. Esa es la razón de los múltiples testimonios de romances que conservan las historias épicas: hay romances de la pérdida de España de manos del rey Rodrigo, del conde Fernán González, de Los infantes de Lara, del Cid, de Sancho II y de Alfonso VI. Estos romances, surgidos en un ámbito oral, con el tiempo, pasaron al ámbito escrito. 

Para Menéndez Pidal, a pesar de la fragmentación de la épica como género, la épica como forma de expresión del espíritu nacional español pervivió indivisible en otras manifestaciones artísticas:
En España (al contrario que en Francia, por ejemplo), las gestas, los romances y el teatro mantienen entre sí estrechas relaciones y conservan por mucho tiempo su carácter nacional originario. Por esto, la epopeya, en el curso de su desenvolvimiento, lejos de remontarse como la francesa a formas refinadas, conservó las primitivas, y buscó pervivencia en el pueblo, en la nación entera; para perdurar entre ese pueblo se refugió en el Romancero, y después animó al teatro
Es de notar la similitud métrica entre la épica castellana y los romances. Los primeros, estaban compuestos por tiradas de versos anisosilábicos con hemistiquio; y los segundos, compuestos por tiradas de versos de dieciséis sílabas y un hemistiquio invariable. Está por ejemplo el inicio del Mio Cid:
De los sus ojos    tan fuertemente llorando
tornaba la cabeza    y estábalos mirando:
viendo puertas abiertas    postigos sin candados,
los percheros vacíos,    sin pieles y sin mantos
y sin halcones    y sin azores mudados,
suspiró mío Cid    muy grandes son sus cuidados.
“Loado a ti, Señor,    padre que estás en lo alto!

tanto mal contra mí traman    mis enemigos malos”
Luego de ese punto, la rima asonante en a-o, se muda a e-a. Y está por ejemplo el romance del rey don Sancho de Castilla:
Rey don Sancho, rey don Sancho,    cuando en Castilla reinó
le salían las sus barbas,    ¡y cuán poco las logró!
A pesar de los franceses    los puertos de Aspa pasó;
siete días con sus noches    en campo los aguardó,
y viendo que no volvían    a Castilla se volvió.
Mara el conde de Niebla,    y el condado le quitó,
y a su hermano don Alonso    en las cárceles lo echó,
y después que lo echara    mandó hacer su pregón

que el que rogase por él    que le diesen por traidor.
Puede verse en ambos fragmentos la similitud en la composición de los versos: en el caso de la épica, versos anisosilábicos monorrimos asonantes; y en el caso del romance, versos isosilábicos monorrimos asonantes. Este enorme parecido entre ambos géneros puede deberse a la tesis que sostiene Milá y Fontanals de que los romances más antiguos no son sino fragmentos desgajados de los extensos poemas épicos en decadencia. En el caso del teatro, la continuación puede verse en la elección de los temas heroicos e históricos. En el siglo de oro se retomaron algunos de los principales motivos y temas de la épica, así como también durante el romanticismo español y francés.

### Romances de inspiración épica

#### Romances de labatalla de Roncesvalles
1. Romance que dice: Domingo era de Ramos
2. Romance de doña Alda. 
3. Romance que dice: Por la matanza va el viejo. 
4. Fuga del rey Marsin. 

#### Romances que proceden delCantar de los Infantes de Lara
1. Romance de doña Lambra (A Calatrava la Vieja). 
2. Romance de don Rodrigo de Lara (¡Ay, Dios, que buen caballero!) 
3. Romance de los siete Infantes de Lara (presenta Almanzor a Gustioz las cabezas de sus hijos) (Pártese el moro Alicante) 
4. Romance de los casamientos de doña Lambra con don Rodrigo de Lara (Ya se salen de Castilla). 
5. Romance de don Rodrigo de Lara (A cazar va don Rodrigo).

#### Romances que proceden de lasMocedades de Rodrigo
1. Romance de cómo vino el Cid a besar las manos al rey sobre seguro. 
2. Romance del Cid Ruy Díaz. 
3. Romance de Jimena Gómez. 
4. Romance de cómo el Cid fue a Concilio con el rey don Sancho hasta Roma. 

#### Romances que proceden delCantar de Sancho II y el Cerco de Zamora
1. Romance de doña Urraca. 
2. Romance de las quejas de la infanta contra el Cid Ruy Díaz. 
3. Romance de los reyes don Sancho de Castilla y don Alonso de León. 
4. Romance del Rey don Sancho de Castilla. 
5. Romance de Diego Ordóñez. 
6. Romance de Zamora. 
7. Romance de la traición de Vellido Dolfos. 
8. Romance del rey don Sancho. 
9. Romance de Vellido Dolfos. 
10. Romance de cómo Diego Ordóñez reptó a los de Zamora. 
11.Romance de la muerte del rey don Sancho. 
12. Romance de la tristeza que recibieron las zamoranas por el riepto. 
13. Romance de Fernán D’Arias, fijo de Arias Gonzalo. 
14. Romance del juramento que tomó el Cid al rey don Alonso. 

#### Romances que proceden delCantar de la Campana de Huesca
1. Romance de la campana de Huesca.